# 第4屆金馬獎
第4屆金馬獎，又稱五十五年度國語影片展覽及優良國片頒獎典禮，是由中华民国官方舉辦獎勵優良國語電影的评选活动，為1966年度華語電影的年度盛事。

## 活动安排
行政院新聞局于1966年9月14日公布該年度金馬獎國語影片及最佳個人技術獎得獎名單。優良國語影片展覽於1966年10月28日至10月30日一連三天放映。為了表揚1966年度傑出電影與電影工作者，得獎者會受邀參加頒獎典禮，並上台接受金馬獎座（或獎狀、獎牌），並且致詞發表感言。
頒獎典禮於台灣時間1966年10月30日上午十時在台北市中山堂中正廳舉行，由行政院新聞局代理局長邱楠主持，行政院副院長黃少谷擔任頒奬人，中國廣播公司轉播實況，丁秉燧擔任大會司儀，評審委員代表申學庸報告評審經過。

## 评奖方式
據1966年6月3日公布的《五十五年度獎勵國語影片辦法》，此屆對部分得獎項目應得的獎座與獎勵金額作了調整。如最佳紀錄片與優等紀錄片的金馬獎座皆升級一個尺寸，與最佳劇情片與優等劇情片的獎座大小一致，自此屆後紀錄片在金馬獎的地位有所提升。最佳編劇的獎勵金額從之前的兩萬元提高為四萬元，以鼓勵電影劇本創作，但有經過改編或翻譯的劇本則減半。金馬獎的評審方式也有所變動，採用亞洲影展的評審方式。另外，有鑑於前幾屆不斷出現代替領獎的情形，因此規定：「個人技術」得獎的部分，必須本人親自出席領取。

## 瓊瑤電影的發展
- 瓊瑤小說改編搬上銀幕，1965年起陸續有四部推出公映，本屆金馬獎有三部入圍：李行執導《婉君表妹》、《啞女情深》、王引執導《煙雨濛濛》。1964年李翰祥主持國聯影業一口氣購入《菟絲花》、《幾度夕陽紅》等多部瓊瑤作品，中央電影公司則買下中篇小說集《六個夢》單行本的攝製版權，其中包含主文六個夢加上附錄，共計七個故事，自中挑選了追尋篇、啞妻篇，其餘則歸還原作者，隨即展開這兩篇的籌拍工作。《煙雨濛濛》則由王引的天南影業購入，王引自港來台尋求合作伙伴，曾計劃與福華影業公司合作拍攝，後另覓得合作對象[6]。
- 1965年8月24日，首次被搬上大銀幕的是《婉君表妹》[7]，為瓊瑤小說《六個夢》中的附錄《追尋》。1966年3月29日在舊金山華都戲院上映，是國片在美國商業戲院首次上映[8]。
- 1965年10月29日，第三部改編自小說上映的電影是《煙雨濛濛》，是瓊瑤所有作品中相當具代表性的一部，亦是本屆的金馬影后歸亞蕾的處女作。
- 1965年12月30日，第四部電影《啞女情深》義映一場，為瓊瑤小說《六個夢》中的《啞妻》，所得將捐贈給全台的聾啞協會[9]。
- 1983年，瓊瑤小說改編搬上電影銀幕的最後一部《昨夜之燈》上映，瓊瑤正式宣布退出影壇。她否認是受當前不景氣的影響，而是已厭倦複雜的電影圈才決定退出[10]。

## 得獎名單
- 第15屆之前，金馬獎採事前公佈得獎名單的方式，因此無「入圍名單」[11]。

下列之標記為該獎項之得獎者。

## 得獎統計
總共有11部電影獲獎，僅計入正式競賽獎項。
| 得獎數量 | 電影名稱       | 得獎獎項                                                         |
| -------- | -------------- | ---------------------------------------------------------------- |
| 5        | 《西施》       | 最佳劇情片、最佳導演、最佳男主角、最佳彩色攝影、最佳彩色美術設計 |
| 3        | 《啞女情深》   | 優等劇情片、最佳音樂、最佳錄音                                   |
| 2        | 《大地兒女》   | 最佳編劇、最佳剪輯                                               |
| 2        | 《澄清湖》     | 優等紀錄片、最佳紀錄片攝影                                       |
| 2        | 《成功嶺之歌》 | 最佳紀錄片、最佳紀錄片策劃                                       |
| 2        | 《金玉奴》     | 優等劇情片、最佳男配角                                           |
| 2        | 《煙雨濛濛》   | 最佳女主角、最佳女配角                                           |
| 1        | 《婉君表妹》   | 最佳童星                                                         |
| 1        | 《鳳凰》       | 獲獎助金影片                                                     |
| 1        | 《重慶演習》   | 優等紀錄片                                                       |
| 1        | 《烽火鐘聲》   | 優等劇情片                                                       |

## 外部連結
- 第4屆金馬獎名單 （页面存档备份，存于）（繁體中文）
- 五十五年優良國語影片金馬獎頒獎 （页面存档备份，存于）（繁體中文）
- 金馬獎頒獎典禮 （页面存档备份，存于）（繁體中文）
- 時光網-第4届台湾电影金马奖 （页面存档备份，存于）